# 뒤집힌 게
《뒤집힌 게》(네덜란드어: Een op zijn rug liggende krab, 영어: Crab on its Back)는 빈센트 반 고흐가 아를에서 그린 유화 작품으로, 녹색 배경 위에 등을 대고 누워 있는 게를 묘사한 정물화이다. 현재 네덜란드 암스테르담 반 고흐 미술관에 소장되어 있다. 반 고흐 미술관에서는 이 작품의 제작 연도를 1887년 8월~9월로 보고 있고, 다른 자료에서는 1889년 초로 추측하고 있다.
반 고흐는 그의 동생 테오 반 고흐가 1888년 9월에 보내준 《아티스틱 재팬》 잡지에서 가쓰시카 호쿠사이의 게 일본판화를 보고 영감을 받아 이 그림을 그린 것으로 보인다.

## 관련 작품

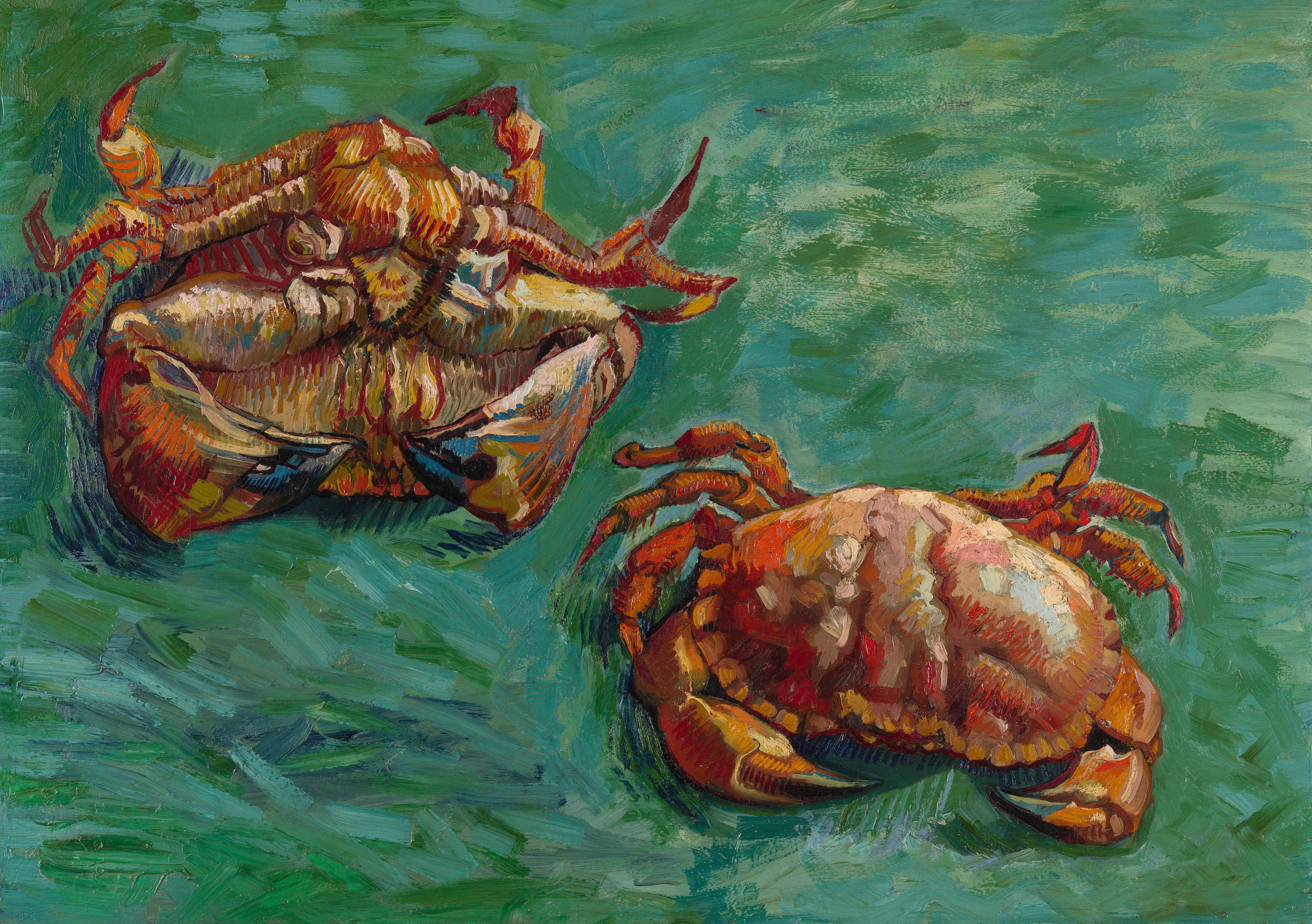
《두 마리의 게》, 1889년

또한 반 고흐는 1889년에 《두 마리의 게》라는 작품을 그렸으며 이 그림 역시 녹색 배경에 등을 대고 누워 있는 게 한 마리가 그려져 있다. 《두 마리의 게》는 런던의 내셔널 갤러리에 전시되어 있다.